# Oliver Lüttkenhaus
Oliver Lüttkenhaus (* 28. Juni 1971 in Hamburg) ist ehemaliger deutscher Fußballspieler.

## Karriere
Oliver Lüttkenhaus, der damals beim Verbandsligisten VfL 93 Hamburg spielte, nahm im April 1992 beim Bundesligisten Hamburger SV an einem Probetraining teil. Er war Amateurauswahlspieler des Hamburger Fußball-Verbandes. 1993 wechselte er zum HSV. Sein Debüt in der Bundesliga gab er am 8. Spieltag der Saison 1994/95 im Spiel gegen den VfL Bochum. Die Hanseaten gewannen mit 3:1. Insgesamt bestritt er vier Spiele in der Bundesliga. Von 1995 und 1997 stand er für den VfL Wolfsburg in der 2. Bundesliga auf dem Platz.